# Adrianus van Bergen
Adrianus van Bergen (Rotterdam, gedoopt 26 oktober 1760 - Gouda, 13 augustus 1844) was burgemeester van Gouda.

## Leven en werk
De uit Rotterdam afkomstige Van Bergen trouwde op 8 juli 1782 in Gouda met de in deze stad geboren Hendrika (Henrikje) Westerveld. Hij vestigde zich in Gouda en verwierf daar een niet onaanzienlijk bezit. De handelaar Van Bergen behoorde al in de jaren tachtig van de 18e eeuw tot de  groep van zeer vermogende leden van de patriottische sociëteit in Gouda. In 1832 was hij een van de belangrijkste grondeigenaren van de stad.
Van Bergen werd lid van de gemeenteraad. In 1817 werd hij benoemd tot burgemeester van Gouda als opvolger van de overleden Van Harencarspel Decker. Samen met Van Toulon en Kemper vormde hij het driehoofdige college van burgemeesters van Gouda. In 1824 werd Van Toulon benoemd tot burgemeester en Van Bergen en Kemper werden benoemd tot wethouder. In 1831 werd hij benoemd tot burgemeester van Gouda, als opvolger van Lodewijk van Toulon, die gouverneur van Utrecht was geworden. Hij werd in 1842 als burgemeester van Gouda opgevolgd door advocaat en wethouder Jan Willem Blanken. Van Bergen overleed twee maanden na zijn echtgenote in augustus 1844 te Gouda.
In 1837 werd - tijdens zijn burgemeesterschap - zijn schoonzoon Nicolaas IJzendoorn benoemd tot burgemeester van de gemeente Broek c.a. (een ambachtsheerlijkheid van de stad Gouda). Later zou deze schoonzoon in 1850, evenals zijn kleinzoon Albertus Adrianus van Bergen IJzendoorn in 1864, ook tot burgemeester van Gouda worden benoemd.

## Cholera-epidemie
Een jaar na zijn hernieuwde aantreden als burgemeester werd Van Bergen in 1832 geconfronteerd met een uitbraak van de cholera in Gouda. Het stadsbestuur besloot gebruik te maken van het aanbod van een kandidaat in de medicijnen, Jacob Gerard Rooseboom, om kosteloos bijstand te verlenen. Dit leidde tot een conflict met de stadsarts Büchner, die geen hulp nodig had en het aanbod van de hand wees. Uiteindelijk leidde dit tot het ontslag van de stadsarts. Als opvolger werd de zoon van Büchner als eerste stadsarts aangesteld en ook Rooseboom kreeg van burgemeester en wethouders een aanstelling als stadsarts. Er overleden in 1832 in Gouda 116 patiënten aan de cholera.

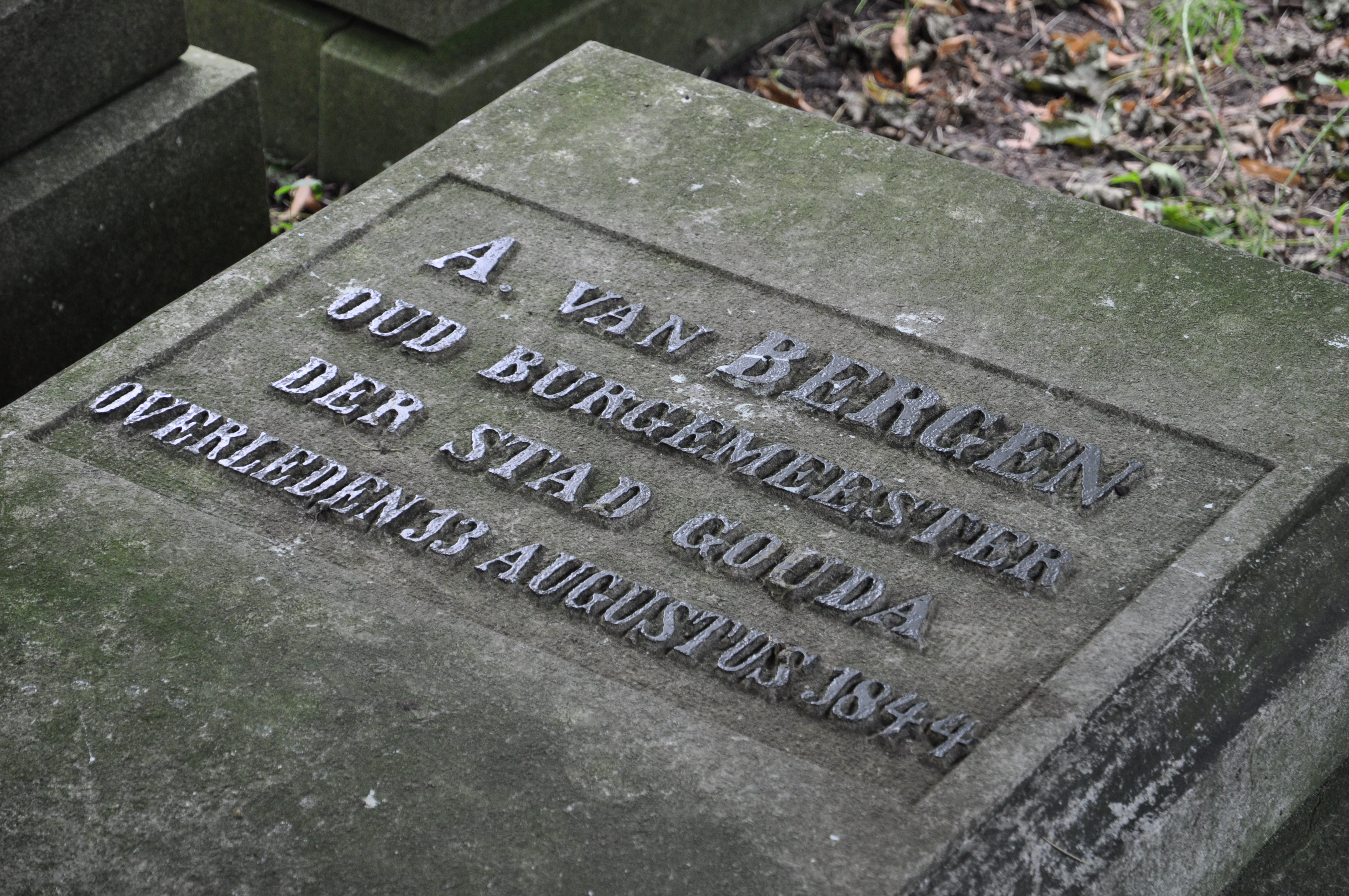
Grafsteen van Adrianus van Bergen op de Oude Begraafplaats Gouda